# Irina Lobatsjova
Irina Viktorovna Lobatsjova (Russisch: Ирина Викторовна Лобачёва) (Moskou, 18 februari 1973) is een Russisch voormalig kunstschaatsster die uitkwam bij het ijsdansen. Lobatsjova en haar partner Ilja Averboech namen deel aan twee edities van de Olympische Winterspelen: Nagano 1998 en Salt Lake City 2002. In 2002 wonnen ze de zilveren medaille bij het ijsdansen.

## Biografie
Lobatsjova begon in 1979 met kunstschaatsen. Ze werd in 1992 verliefd op collega-kunstschaatser Ilja Averboech, toen beide nog een andere schaatspartner hadden (Averboech schaatste met Marina Anissina, Lobatsjova met Aleksej Pospelov). Toch ging ze met Averboech, ook op het ijs, verder. Ze huwden in 1995 en verhuisden in hetzelfde jaar naar de Verenigde Staten.
Ze veroverden in 1999 hun eerste EK-medaille en stonden in 2001 voor het eerst op het podium bij de wereldkampioenschappen. Lobatsjova en Averboech werden in 2002 wereldkampioen. Een jaar later werden ze ook Europees kampioen. Ze namen twee keer deel aan de Olympische Winterspelen. Het ijsdanspaar eindigde als 5e in 1998 en wonnen olympisch zilver in 2002. Ze stopten aan het eind van het seizoen 2002/03 met kunstschaatsen. Lobatsjova en Averboech kregen in 2004 een zoon, maar scheidden in 2007.

## Belangrijke resultaten
1992-2003 met Ilja Averboech
| Kampioenschap           | 93/94  | 94/95 | 95/96 | 96/97 | 97/98  | 98/99  | 99/00 | 00/01  | 01/02  | 02/03  |
| ----------------------- | ------ | ----- | ----- | ----- | ------ | ------ | ----- | ------ | ------ | ------ |
| Olympische Spelen       |        |       |       |       | 5e     |        |       |        | Zilver |        |
| Wereldkampioenschap     | 13e    | 15e   | 6e    | 7e    | 4e     | 4e     | 4e    | Brons  | Goud   | Zilver |
| Europees kampioenschap  |        | 9e    | 5e    | 5e    | 4e     | Brons  | 4e    | Brons  | Brons  | Goud   |
| Grand Prix-finale       |        |       |       | 5e    | 4e     | Brons  | 4e    | Zilver |        | Goud   |
| Nationaal kampioenschap | Zilver | Brons | Brons | Goud  | Zilver | Zilver | Goud  | Goud   | Goud   |        |

- Virtual International Authority File: 105144648459035336149